# جنبش بایکوت، عدم سرمایه‌گذاری و تحریم اسرائیل
کمپین انزوا، عدم سرمایه‌گذاری و تحریم اسرائیل (به انگلیسی: Boycott, Divestment and Sanctions (BDS)) جنبشی جهانی است که هدف آن تحت فشار قرار دادن دولت اسرائیل با اهرم‌های اقتصادی جهت پایان اشغال سرزمین فلسطین، رفع تبعیض و به رسمیت شناختن حق بازگشت میلیونها آواره فلسطینی به کشور خودشان است.
این جنبش در ۹ ژوئیه ۲۰۰۵ توسط ۱۷۱ سازمان غیردولتی فلسطینی بنیان گذارده شده و بر یکی از بیانیه‌های سازمان ملل علیه رژیم آپارتاید آفریقای جنوبی استناد و از روش مبارزه سیاهپوستان علیه دولت آپارتاید بهره می‌جوید.در حمایت از کارزار دهها کنفرانس و حرکت اعتراضی در شهرهای مختلف جهان انجام شده است. حامیان این جنبش شامل چهره های دانشگاهی،اعضای اتحادیه های کارگری ، احزاب سیاسی و شهروندان اسرائیل می شود.

## کمپین انزوا، عدم سرمایه‌گذاری، و تحریمِ اسراییل در ایران
در ایران، به‌دلیل قوانین موجود، که ورود و سرمایه‌گذاری شرکت‌های اسراییلی را منع می‌کند و شرکت‌های داخلی نیز حق ورود به بازار اسراییل را ندارند، بالطبع این کمپین چندان شناخته نیست و بی‌اعتناییِ کوشندگان سیاسی نیز به ناشناخته ماندنِ آن دامن زده است. اما در دنیا، این کمپین مناقشات زیادی را برانگیخته و مرتب اخباری در مورد آن منتشر می‌شود. عده‌ای معتقدند که کمپین جنبهٔ ضدیهود، و حتی نژادپرستانه، دارد. هیلاری کلینتون درنامهٔ خود به حییم صبان، میلیاردر یهودی آمریکایی، به مناسبت جلب حمایت سابان از او در کارزار انتخاباتی‌اش، اطمینان داده که از اسراییل حمایت خواهد کرد و این‌که کارزار ِ انزوای اسرائیل از نظر وی «غیرسازنده» است و به مذاکرات صلح لطمه می‌زند. او از لزوم «همکاری رهبران و هم‌بودهای آمریکا برای مبارزه با کمپین» سخن گفت. اما در ایران این نامه زمینه‌ساز ماجرای عجیبی شد. روزنامهٔ کیهان مطلب طنزِ سایت فکاهی «میدایست‌بیست» را دربارهٔ این نامه جدی گرفت و از این نامه به عنوان «مجوز کشتار ۲۰۰ هزار فلسطینی از سوی کلینتون» یاد کرد. در پاسخ منتقدان، کیهان مدعی شد که بخش‌هایی از این مطلب طنزِ سایت میدایست‌بیست اصالت داشته و منتقدان هستند که مطلب را نفهمیده‌اند.